# Strand (Strömsund)
Strand is een plaats in de gemeente Strömsund in het landschap Jämtland en de provincie Jämtlands län in Zweden. De plaats heeft 124 inwoners (2005) en een oppervlakte van 71 hectare. De plaats ligt aan de oever van een meer, dat deel uitmaakt van een merengebied met meerdere aan elkaar vastgelegen meren.